# Віггісвіль
Віггісвіль (нім. Wiggiswil) — громада  в Швейцарії в кантоні Берн, адміністративний округ Берн-Міттельланд.

## Географія
Громада розташована на відстані близько 10 км на північ від Берна.
Віггісвіль має площу 1,4 км², з яких на 18,5% дозволяється будівництво (житлове та будівництво доріг), 67,1% використовуються в сільськогосподарських цілях, 12,3% зайнято лісами, 2,1% не є продуктивними (річки, льодовики або гори).

## Демографія
2019 року в громаді мешкало 103 особи (+2% порівняно з 2010 роком), іноземців було 7,8%. Густота населення становила 72 осіб/км².
За віковим діапазоном населення розподілялося таким чином: 21,4% — особи молодші 20 років, 63,1% — особи у віці 20—64 років, 15,5% — особи у віці 65 років та старші. Було 46 помешкань (у середньому 2,2 особи в помешканні).
Із загальної кількості 45 працюючих 19 було зайнятих в первинному секторі, 7 — в обробній промисловості, 19 — в галузі послуг.